# Franco Montero
Franco Nicolás Montero (n. Bariloche, Río Negro, Argentina, 5 de noviembre de 1992) es un futbolista argentino. Juega como delantero.

## Clubes
| Club                        | País      | Año             |
| --------------------------- | --------- | --------------- |
| Cruz del Sur                | Argentina | 2010 - 2012     |
| Atlético Mitre (Salta)      | Argentina | 2013            |
| Cruz del Sur                | Argentina | 2014 - 2015     |
| Estudiantes de Buenos Aires | Argentina | 2015            |
| Deportivo Armenio           | Argentina | 2016            |
| Trasandino                  | Chile     | 2016            |
| Cruz del Sur de Bariloche   | Argentina | 2017            |
| Puerto Moreno de Bariloche  | Argentina | 2018            |
| Boxing Club de Río Gallegos | Argentina | 2019            |
| Puerto Moreno de Bariloche  | Argentina | 2020 - 2021     |
| General Lamadrid            | Argentina | 2022 - 2024     |
| La Amistad de Cipolletti    | Argentina | 2024 - Presente |